# Marciapiedi della metropoli
Marciapiedi della metropoli (St. Martin's Lane) è un film del 1938 diretto da Tim Whelan. Ha come protagonista Charles Laughton nei panni di un artista di strada che prende sotto la sua ala una talentuosa borseggiatrice, interpretata da Vivien Leigh. Prodotto dalla Mayflower Pictures, il film fu distribuito nel Regno Unito dalla ABFD il 18 ottobre 1938. In italiano è stato distribuito anche col titolo I marciapiedi della metropoli, mentre in inglese è noto anche coi titoli Sidewalks of London, London After Dark e Partners of the Night.

## Trama
Charles Staggers, un artista di strada che intrattiene i passanti di Piccadilly per poche monete, conosce Liberty detta Libby, una giovane borseggiatrice, quando lei ruba il portasigarette d'oro del cantautore Harley Prentiss. Dopo aver trovato Libby in una casa deserta, Charles la porta con sé e forma un quartetto con i suoi colleghi Arthur Smith e Gentry. Dopo che Charles gli ha restituito il portasigarette, Prentiss gli fa visita per ricompensarlo, e Libby si presenta come un'aspirante attrice. Vedendo la loro esibizione più tardi per strada, Prentiss ingaggia Charles e Libby per esibirsi ad una cena. Dopo aver discusso con Charles circa la stupidità del loro lavoro, Libby va da sola alla cena di Prentiss. Lì un agente teatrale promette di sponsorizzare Libby, e Prentiss la porta a casa e la bacia. Charles, che ha aspettato Libby tutta la notte, chiede una spiegazione, e Libby gli dice di avere una nuova carriera sul palco. Charles, in un impeto di gelosia, le dice di volerla sposare, ma lei rifiuta inorridita.
Umiliato nella sua virilità e nella sua professione, Charles cade nell'alcolismo e abbandona Arthur e Gentry, mentre Libby diventa una star del palco e si fidanza con Prentiss. Le loro strade si incrociano di nuovo dopo l'anteprima del suo spettacolo "Cappelli di paglia nella pioggia". Fuori dalla porta del palco, Libby viene circondata dalla folla che chiede il suo autografo. Charles, ubriaco, spintona la folla per arrivare a lei e resiste alla polizia, così viene arrestato e condannato a quattro mesi di carcere. Dopo aver ottenuto un contratto a Hollywood, Libby chiede a Prentiss di sposarla, ma lui si rifiuta, affermando che non vuole essere scartato in seguito come Charles. Quando quest'ultimo esce di prigione si finge un mendicante cieco, e un giorno viene riconosciuto da Libby. Piena di rimorso per il trattamento che gli ha riservato, Libby si scusa con lui e gli fa fare un provino per una parte nel suo nuovo spettacolo. Charles recita con forza la poesia "Se" di Rudyard Kipling, ma viene scortesemente interrotto da agenti e produttori di Libby e perde il suo drammatico slancio. Preferendo tornare alla sua vecchia vita da artista di strada, Charles chiede a Libby il suo autografo facendola piangere, quindi si riunisce ad Arthur e Gentry.

## Distribuzione

### Data di uscita
Le date di uscita internazionali sono state:
- 18 ottobre 1938 nel Regno Unito
- 6 settembre 1939 in Francia (Vedettes du pavé)
- 11 dicembre in Spagna (Callejón sin salida)
- 15 febbraio 1940 negli Stati Uniti (Sidewalks of London)
- 3 ottobre in Messico (Las calles de Londres)
- 30 dicembre 1941 in Italia
- 16 gennaio 1942 in Portogallo (Ilusões perdidas)

### Edizione italiana
L'edizione italiana del film presenta alcuni tagli per motivi di censura, che portano la durata totale a circa 78 minuti.

### Edizioni home video
Il film fu distribuito in DVD nel Regno Unito il 4 dicembre 2006 dalla Cornerstone Media e in Blu-ray Disc in America del Nord dalla Cohen Film Collection il 19 novembre 2013, nel secondo disco del cofanetto The Vivien Leigh Anniversary Collection che include anche Le tre spie, Elisabetta d'Inghilterra e Patrizia e il dittatore; per l'occasione i quattro film sono stati restaurati in collaborazione con il BFI National Archive.

## Accoglienza

### Critica
Il film fu accolto in modo principalmente positivo dalla critica. Leonard Maltin gli assegna tre stelle su cinque, elogiando i protagonisti e definendolo "intrattenimento top" ma criticando la sequenza finale. Frank Nugent, scrivendo per The New York Times, pur lodando cast e regia trovò che la figura dell'artista di strada fosse difficilmente apprezzabile dal pubblico statunitense.

## Adattamento teatrale

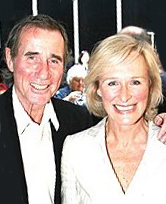
Jim Dale e Glenn Close, protagonisti nel 2006 del musical teatrale Busker Alley

Il film fu adattato da AJ Carothers e gli Sherman Brothers nel musical teatrale Busker Alley, che iniziò un tour negli Stati Uniti l'11 aprile 1995; tuttavia il 1º ottobre, durante una rappresentazione a Tampa, l'attore protagonista Tommy Tune si ruppe un piede e il tour terminò pochi giorni dopo in tale città. Il 13 dicembre 2006 la compagnia dello York Theatre ne rappresentò una nuova versione per una serata benefica presso l'Hunter College, con protagonisti Jim Dale e Glenn Close; l'anno dopo la Jay Record pubblicò un CD con la registrazione dello spettacolo.